# Departamento Colón (Córdoba)

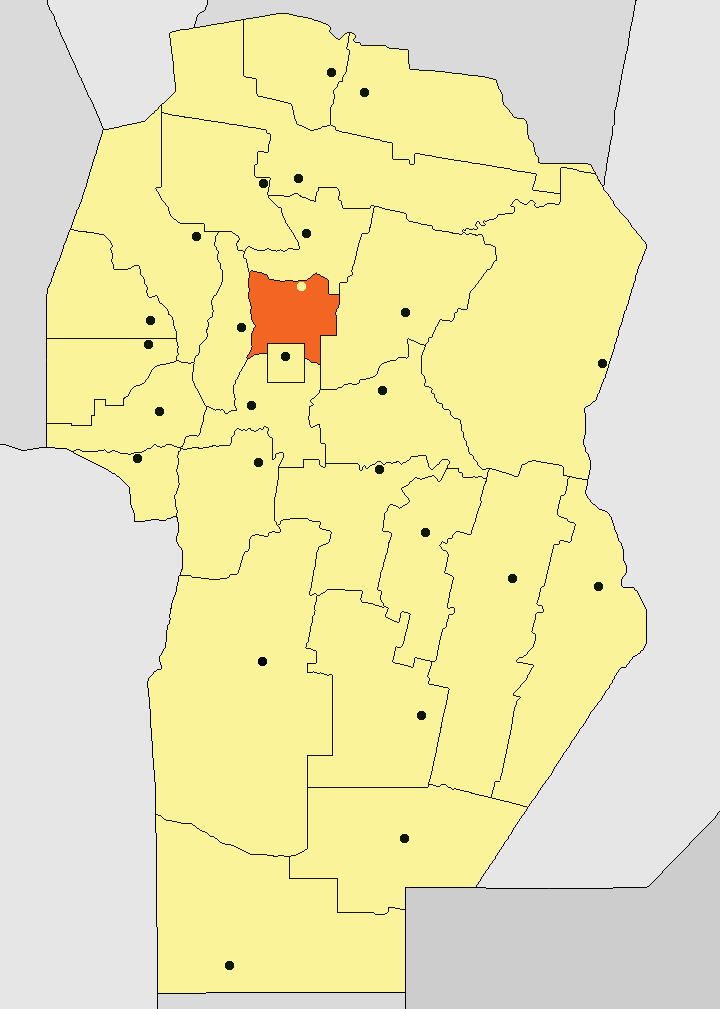
Lage des Departamento Colón in der Provinz Córdoba

Das Departamento Colón liegt im Norden der Provinz Córdoba in Zentral-Argentinien und ist eine der 26 Verwaltungseinheiten der Provinz. Es hat eine Fläche von 2.588 Quadratkilometern und 172.779 Einwohner (Schätzung des INDEC für 2005). Hauptstadt ist Jesús María.
Das Departamento gehört zum Einzugsgebiet der Stadt Córdoba, der Süden wird zur Agglomeration Gran Córdoba gezählt.

## Geografie
Die Westgrenze des Departamento liegt entlang des Hauptkamms der Sierra Chica, der östlichsten Bergkette der Sierras de Córdoba. Die östlichen zwei Drittel des Departamentos sind Flachland, sie gehören geografisch zum Gran Chaco. Das Klima ist subtropisch mit sehr warmen, feuchten Sommern und milden, sehr trockenen Wintern.

## Bevölkerung
Der Großteil der Einwohner konzentriert sich im Süden des Departamentos, der zum Ballungsraum der Stadt Córdoba gezählt wird. Insbesondere die Region Sierras Chicas im Südwesten ist mit etwa 120.000 Einwohnern sehr dicht besiedelt und zum großen Teil durchgängig bebaut, hier finden sich schnell wachsende Städte wie La Calera, Villa Allende, Unquillo und Río Ceballos. Der Osten des Departamentos ist dagegen nur dünn besiedelt, wenn man von dem direkt an Córdoba angrenzenden Ort Malvinas Argentinas absieht. Einziges weiteres wichtiges Zentrum ist die Departamentohauptstadt Jesús María im Norden.

### Städte
Laut der Volkszählung von 2001 des Statistikamtes INDEC sind folgende die municipios (größere Gemeinden über 2.000 Einwohnern) des Departamentos:
- Jesús María (26.825 Einwohner), die Hauptstadt im Norden des Departamentos, 45 km nördlich von Córdoba
- La Calera (24.796 Einwohner), schnell wachsender Vorort von Córdoba
- Villa Allende (21.683 Einwohner), wohlhabender Vorort von Córdoba
- Río Ceballos (16.632 Einwohner), im Gebirge gelegener Vorort von Córdoba und Touristenzentrum
- Unquillo (15.369 Einwohner), Vorort von Córdoba
- Colonia Caroya (13.806 Einwohner), ehemalige italienische Kolonie, Vorort von Jesús María
- Malvinas Argentinas (8.628 Einwohner), armer Arbeitervorort von Córdoba
- Salsipuedes (6.411 Einwohner), im Gebirge gelegener Vorort von Córdoba nahe Río Ceballos, Touristenzentrum
- Villa El Fachinal (4.939 Einwohner), informelle Siedlung am Rand von Córdoba
- Mendiolaza (4.204 Einwohner), Vorort von Córdoba
- Estación Juárez Celman (3.941 Einwohner), informelle Siedlung am Rand von Córdoba
- Saldán (2.099 Einwohner), kleiner Vorort von Córdoba

Daneben gibt es 20 kleinere Orte, sogenannte comunas.
Wegen des hohen Bevölkerungswachstums der Peripherie von Córdoba wird geschätzt, dass heute La Calera mit etwa 35.000 Einwohnern die größte Stadt des Departamentos ist.

## Wirtschaft
Die Wirtschaft des Departamentos ist vielfältig. In der Umgebung der Hauptstadt Jesús María und des Vorortes Colonia Caroya wird Landwirtschaft betrieben, die Doppelstadt ist der Sitz von vielen agro-industriellen Betrieben. Im Südteil, nahe Córdoba, dominieren Industrie und Handel. In der Region Sierras Chicas ist auch der Tourismus von Bedeutung.
Koordinaten: 31° 6′ S, 64° 6′ W